# 本庶佑
本庶佑（日语：／ Honjo Tasuku ?，1942年1月27日—），日本免疫學家，美國國家科學院外籍院士，日本學士院會員。現任京都大學高等研究院特別教授。文化勳章表彰。文化功勞者。
本庶教授因PD-1、活化诱导性胞苷脱氨酶（AID）的有關研究舉世聞名，曾獲得首屆唐獎生技醫藥獎、京都獎以及華倫·阿波特獎等重要榮譽。
2018年10月1日，本庶佑與詹姆斯·艾利森一同獲得諾貝爾生理學或醫學獎。

## 主要成就

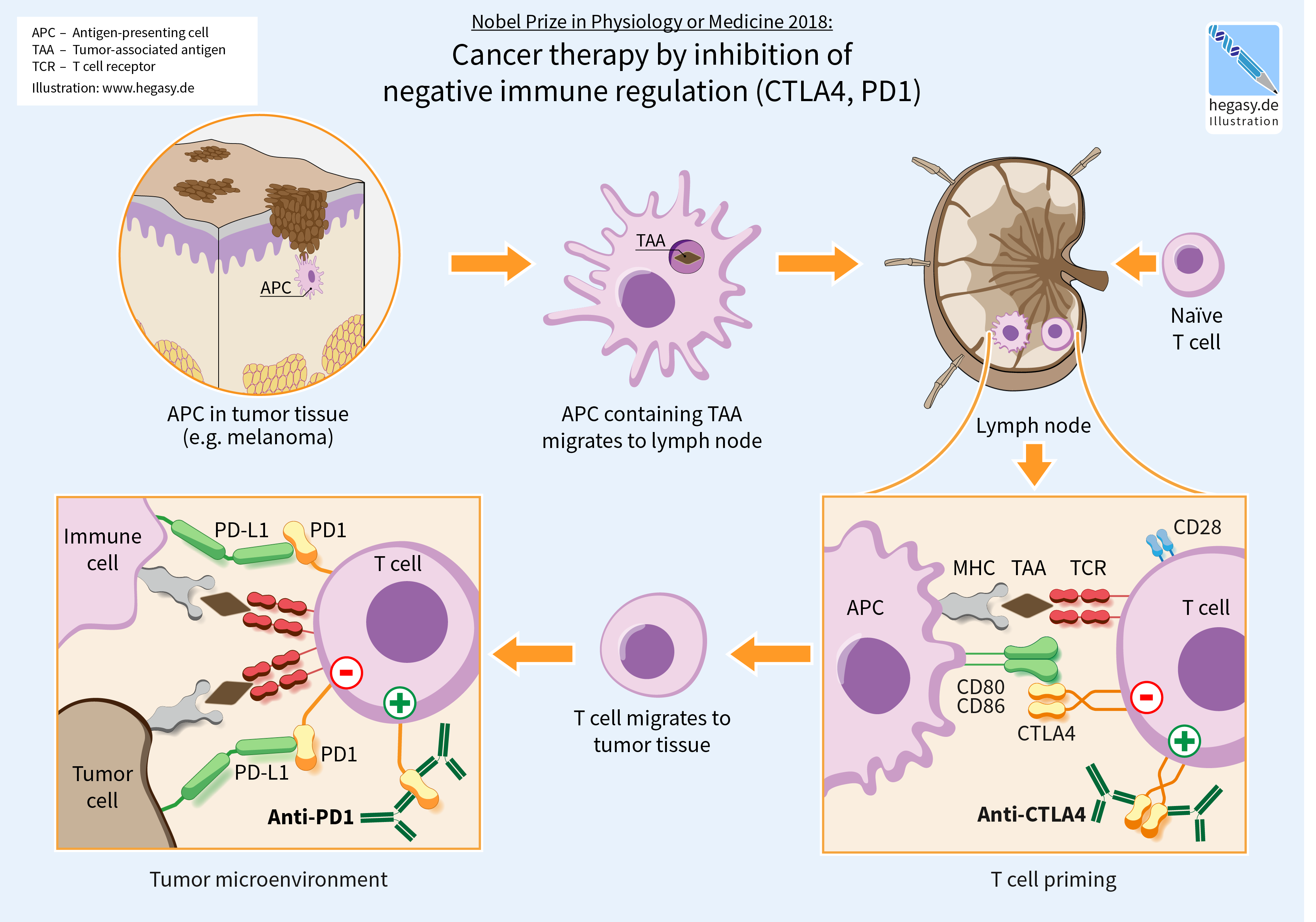
癌症免疫療法阻截抑制免疫系統的調控機制，使免疫系統自行對抗腫瘤

本庶教授建立了免疫球蛋白類型轉換的基本概念框架，他提出了一個解釋抗體基因在模式轉換中變化的模型，1980年至1982年通過闡明其DNA結構來驗證其有效性。1986年，他在cDNA中成功複製參與類型轉換的白细胞介素-4、白细胞介素-5，以及白细胞介素-2的受體α鏈。其後，又在2000年發現活化诱导性胞苷脱氨酶（AID），表明其在類型轉換和體細胞超突變中的重要性。本庶有關抗體多樣性的研究，常與利根川進相並稱。
1992年，本庶首先鑑定PD-1為活化T淋巴細胞上的誘導型基因，這一發現為PD-1阻斷建立癌症免疫疗法原理做出了重大貢獻，名列2013年《Science》年度十大科學突破之首。

## 生平

### 早年經歷
1942年1月27日，本庶佑出生於日本京都府。為配合父親的醫生工作，童年在山口縣宇部市度過。從山口縣立宇部高等學校畢業後，考入了京都大學醫學部。
大學時代，本庶結識了中西重忠（現知名生化學家）。在父親與生物學家柴谷篤弘的建議下，本庶進入早石修門下學習。1966年大學畢業後，在京都大學附屬醫院作實習生。翌年考入京大醫學研究所生理系專攻，早石修門下的西塚泰美是他的博士指導教授。研究生在讀期間，本庶同時通過了日本醫師國家考試。1975年取得醫學博士（京都大學）。
前述的早石、西塚教授，也是日本第一、第二位沃爾夫醫學獎得主。

### 職業生涯
完成學業後，本庶曾在京都大學、東京大學醫學部任助手。此一時間，他也兼任了美國卡內基研究所、美國國立衛生研究院的客座研究員，在許多美國研究機關以客座身份活動。
1979年，本庶擔任大阪大學醫學部教授。1982年，兼任京都大學醫學部教授，1984年開始在京大專職，擔任了京都大学基因實驗設施的負責人。此後數十年，他又擔任過弘前大学教授、京大研究科長、醫學部學部長等職。2005年開始轉為京大教授。
除此之外，他也曾是日本免疫學會會長（第11代）、内閣府綜合科學技術會議議員。

## 獲獎紀錄

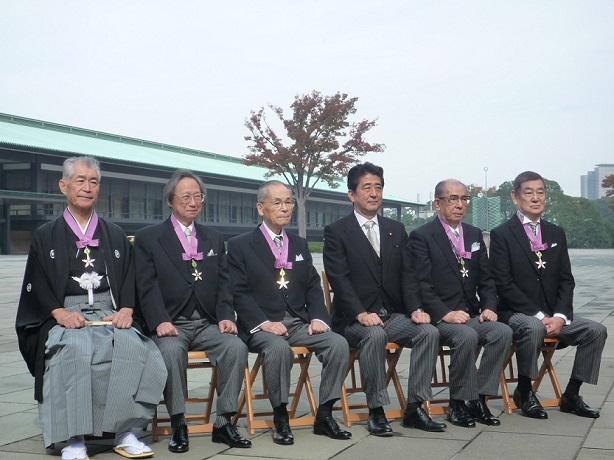
2013年日本文化勋章授勋仪式后受章者与日本首相安倍晋三合影，由左至右分别为本庶佑、中西进、高木圣鹤、安倍晋三、岩崎俊一、高仓健

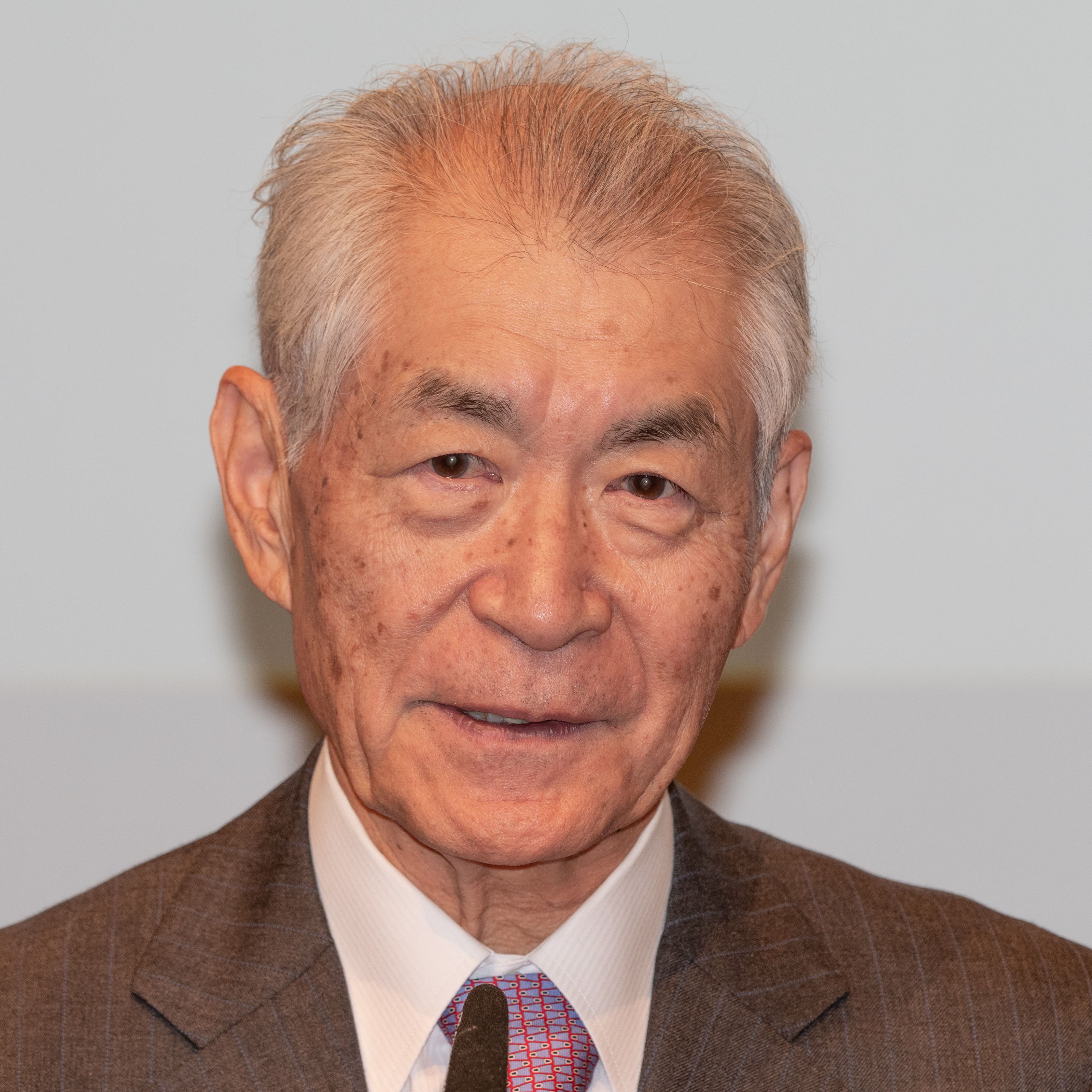
2018年12月，本庶佑在瑞典卡羅琳學院

- 1978年：日本生化學會獎勵獎（日语：日本生化学会奨励賞）
- 1981年：野口英世記念醫學獎
- 1982年：朝日獎
- 1984年：大阪科學獎（日语：大阪科学賞）
- 1984年：木原獎（日语：木原賞）
- 1985年：貝爾茲獎
- 1988年：武田醫學獎（日语：武田医学賞）
- 1992年：貝林·北里獎
- 1994年：上原獎（日语：上原賞）
- 1996年：恩賜獎・日本學士院獎
- 2012年：羅伯·柯霍獎的「科霍獎」
- 2013年：文化勳章
- 2014年：唐獎生技醫藥獎
- 2014年：威廉·科利獎（英语：William B. Coley Award）
- 2016年：京都獎
- 2016年：庆应医学奖
- 2016年：湯森路透引文桂冠獎
- 2017年：復旦-中植科學獎
- 2017年：華倫·阿波特獎（英语：Warren Alpert Foundation Prize）（繼遠藤章之後的日本第二人）
- 2018年：諾貝爾生理學或醫學獎

## 榮銜

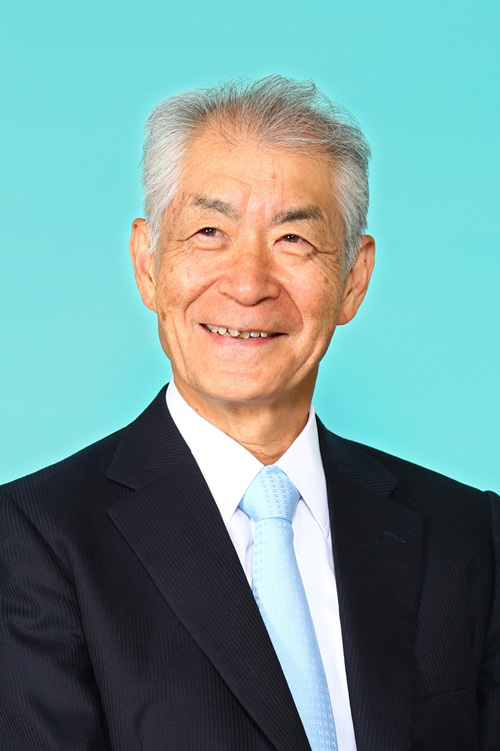
由文部科學省发布的诺贝尔奖人像照片

- 2000年 - 文化功勞者

- 2001年 - 美國國家科學院外籍院士
- 2005年 - 日本學士院會員
- 2013年 - 文化勳章
- 2018年
  - 京都府特別榮譽獎
  - 富山市名譽市民
  - 宇部市民榮譽獎
  - 京都市名譽市民
  - 富山縣特別榮譽獎
- 2019年
  - 神戶市名譽市民
  - 山口縣民榮譽獎
  - 靜岡縣民榮譽獎

## 軼事
- 2018年12月10日，本庶佑穿著印有家徽的羽織和服出席諾貝爾獎頒獎典禮，是自1968年川端康成以來「著和服領獎」的第2例。此前，本庶也以和服正裝出席2014年唐獎頒獎典禮以及2013年文化勳章頒授儀式。
- 2020年3月起有冒名網路傳言說本庶佑聲稱新型冠狀病毒是人造產物[14][15]，本庶佑在京都大學官網發出聲明表示此為網路假新聞，冒名冠上他的名稱讓他感到驚訝。[16][17]
- 2022年2月22日，本庶佑駕車行經京都市中京區時，於十字路口與京都大學校車巴士相撞，本庶與巴士上一名女性乘客受輕傷送醫[18]。

## 外部連結
- Honjo Labo 2010 （页面存档备份，存于） - 本庶が所属する研究室の公式ウェブサイト
- 会員個人情報 | 日本学士院 （页面存档备份，存于） - 本庶を紹介する日本学士院の公式ウェブサイト